# 桑通山
9°54′04″S 77°13′15″W / 9.90111°S 77.22083°W
桑通山（Santón），是秘魯的山峰，位於該國北部安卡什大區，由雷奈伊省的卡塔克區負責管轄，屬於布蘭卡山脈的一部分，海拔高度5,238米。